# 河川乡
河川乡，是中华人民共和国宁夏回族自治区固原市原州区下辖的一个乡镇级行政单位。

## 行政区划
河川乡下辖以下地区：
海坪村、康沟村、寨洼村、上台村、明川村、骆驼河村、黄河村、上坪村、上黄村和母家沟村。